# Richard B. Spencer
Pour les articles homonymes, voir Spencer.
Richard B. Spencer, né le 11 mai 1978 à Boston, est un militant d'extrême droite américain,, : conservateur, ethno-centriste et ethno-différentialiste blanc.
Il est à l'origine de l'expression « alternative right » qu'il a forgée en 2008, avant d'ouvrir un blog du même nom en 2009. Il préside depuis 2011 le National Policy Institute (en), un think tank destiné à la promotion du nationalisme blanc.

## Jeunesse
Richard Spencer est né à Boston et a grandi à Dallas au Texas. Son père, William B. Spencer y est ophtalmologue. 

## Activités politiques
En 2004, Spencer vote pour le démocrate John Kerry, déclarant ne pas aimer le républicain George W. Bush et sa politique belliciste en Irak.
En mars 2010, il fonde le site internet AlternativeRight.com, qu'il dirige jusqu'en 2012. Il affirme qu'il y a créé le terme « alt-right ». 
En janvier 2011, il devient président et directeur du National Policy Institute (NPI), un think tank basé en Virginie et au Montana.
Au cours de la campagne présidentielle de 2016, Spencer appelle à soutenir Donald Trump. Il salue la nomination de Steve Bannon au poste de conseiller et de responsable stratégique. En revanche, en novembre 2018, Spencer déclare que « la période Trump est terminée » et que « il est temps de nous mobiliser nous-mêmes ». Il finit par rompre totalement avec le Trumpisme en 2020 après l'assassinat du général iranien Qassem Soleimani et dit également regretter d'avoir voté pour Donald Trump.
Le 15 janvier 2017, Spencer lance la AltRight Corporation et son site internet altright.com. Le directeur des éditions suédoises Arktos, Daniel Friberg, est le responsable des activités du site pour l'Europe. Henrik Palmgren et Jared Taylor collaborent aussi régulièrement au site,.
Le 13 mai 2017, à Charlottesville en Virginie, Richard B. Spencer mène la marche de protestation contre la décision du conseil municipal de la ville de retirer de l'espace public la statue du général Robert E. Lee, le commandant de l’Armée confédérée lors de la guerre de Sécession.  
Pour l'élection présidentielle américaine de 2024, Richard Spencer appelle à voter pour Kamala Harris, la candidate du Parti démocrate,.  

### Sur le plan international
En 2014, Spencer est expulsé de Hongrie, où il devait prendre part à une conférence, notamment aux côtés de Jared Taylor, en tant qu'orateur. En application des accords de Schengen, il est automatiquement considéré comme indésirable dans 26 pays d'Europe pour une durée de trois ans,.
En 2018, le Parti des Suisses nationalistes (PNOS) organise son congrès annuel, sous le nom de « Europa Nostra II », dans le village de Melchnau (BE). Le PNOS annonce avoir invité, comme orateurs, l'Autrichien Markus Ripfl (un exclu du FPÖ), le Hongrois Pàl Peter Walter (responsable du petit parti nationaliste «Mi Hazànk», qui regrouperait des déçus du Jobbik), et Richard Spencer. Finalement, sous le coup d'une interdiction d'entrée sur le territoire suisse, Spencer participera à ce congrès par vidéo interposée.

## Thèses

### Identité blanche
Richard Spencer se qualifie lui-même comme identitaire/nativiste, et est président du National Policy Institute, un groupe de réflexion qui soutient l'idéologie du nationalisme blanc.
Spencer défend la notion d'identité blanche. Il affirme la nécessité de l'unité des peuples de race blanche, qui s'incarnerait dans un empire mondial blanc, inspiré des principes du modèle impérial romain,.
Il rejette la notion de suprémacisme blanc, tout en affirmant la nécessité d'établir un État ethnique blanc en Amérique, ouvert à tous les individus issus de race européenne,. 
Lors d'une interview avec David Pakman, on lui a demandé s'il condamnerait le Ku Klux Klan et Adolf Hitler, il a refusé en disant : « Je ne vais pas jouer à ce jeu », tout en déclarant qu'Hitler avait « fait des choses que je pense méprisables », sans préciser à quoi il faisait référence.
Lors d'un entretien accordé à un canal de télévision israélien, Spencer affirme que la situation des Blancs serait comparable à celle des Juifs, dans la mesure où les Blancs auraient besoin de posséder leur propre pays pour assurer leur sécurité et leur survie, et qu'il pouvait donc être considéré comme un « sioniste blanc ». Cependant, le message de Spencer n'est pas un témoignage de sympathie pour Israël. En effet, il utilise dans ses discours une terminologie liée à l'antisémitisme (en déclarant par exemple que « les Juifs sont trop représentés" dans l'appareil d'État ») et il défend la théorie d'une conspiration juive moderne.

### Sur le féminisme et le mariage gay
Spencer estime que l'accomplissement de la femme se trouve dans la maternité et dans son rôle de mère de famille. Il affirme aussi que le mariage gay serait anti-naturel et absurde.

### Sur le mouvement libertarien et le socialisme
En 2004, il a voté pour le démocrate John Kerry contre George W. Bush, par opposition à la guerre en Irak, il a ensuite soutenu le candidat républicain libertarien Ron Paul pour certaines de ses positions (par exemple, la liberté d'expression et la liberté de la presse, également pour l'extrême droite, abolition du ius soli et l'isolationnisme), mais il a ensuite abandonné l'idéologie libertarienne, la considérant incompatible avec le nationalisme blanc, et il est aujourd'hui en faveur d'une santé publique universaliste sur le modèle canadien, avec l'extension de l'assurance-maladie à tous (soi-disant single- payeur de soins de santé) le considérant comme le meilleur moyen de protéger la santé des blancs.
Après le soutien initial à Trump, il est retourné à des positions critiques envers les deux principaux partis démocrates et républicains, mais aussi envers le Parti libertarien (le plus grand des très petits partis minoritaires, d'orientation anarcho-capitaliste), se déclarant étranger à la dialectique politique dominante. Il s'est toujours manifesté explicitement proche de l'anticapitalisme de la Troisième position, prônant une sorte de socialisme national blanc, et opposé à la mondialisation du marché et de la circulation qui mettrait en contact les différentes races. Selon certains, il se serait approprié les termes et la rhétorique du socialisme classique non marxiste (comme la critique des multinationales) mais dans une clé ethnique, comme un rouge-brun européen,,.

### Rupture avec le trumpisme
En 2020, il a définitivement arrêté de soutenir Trump, déjà critiqué à partir de 2018,, par exemple pour l'intervention contre la Syrie et pour avoir tué le général iranien Qassem Soleimani par un drone en Irak. Il annonce voter Joe Biden lors de l'élection de 2020 ; Spencer commenta son annonce en disant qu'il avait fait des erreurs et que « Trump est un désastre manifeste ».
Pour l'élection présidentielle américaine de 2024, Richard Spencer appelle à voter pour Kamala Harris, la candidate du Parti démocrate,.

### Russie et OTAN
Spencer a plaidé pour le retrait des États-Unis de l'OTAN et a qualifié la Russie de « seule puissance blanche au monde ». Son ancienne partenaire, Nina Kouprianova, sous son pseudonyme Nina Byzantina, se qualifiait de « leader troll du Kremlin » et s'alignait régulièrement sur les points de discussion du Kremlin, ayant des liens avec Alexandre Douguine, un écrivain et leader russe ultranationaliste du mouvement eurasiste.

## Controverses
Richard Spencer est connu pour avoir lancé un « Hail Trump! » d'inspiration hitlérienne le 21 novembre 2016 à Washington, devant une foule effectuant des saluts nazis.
Dans le cadre de la lutte contre les comptes vidéos en ligne proposant des contenus suprémacistes, YouTube a supprimé sa chaîne en juin 2020.

## Voir également